# Роман Павлюченко
Роман Анатолевич Павлюченко (на руски: Роман Анатольевич Павлюченко) е руски футболист, нападател, роден на 15 декември 1981 г. в град Мостовской, СССР. Трети голмайстор на националния отбор на Русия с 21 гола. Състезава се за Урал.

## Кариера
Павлюченко прави дебюта си за Динамо Ставропол през 1999. През 2000 той се премества да играе в Ротор Волгоград и се задържа там 3 години. Отбелязва 14 гола в 65 мача за отбора си.
Павлюченко се премества във Спартак Москва през пролетта на 2003. Времето в което той там, Павлюченко е бил големия голмайстор на тима, като отбелязва 77 попадения в 147 мача. Неговите голове, заедно с неговата лоялност към „ромбът“ (емблемата на клуба) направили него многоуважаван и оценен от „Армията на червено-белите“. През 2006 става голмайстор на руската премиер лига. През 2007 става втори капитан на Спартак, заедно с Моцарт Сантос. Същата година е отново голмайстор на първенството, като поделя приза с Роман Адамов.
На 1 септември 2008, Роман официално подписва с Тотнъм за сумата от 14 милиона евро. Той получава фланелка с №9, овакантена от Димитър Бербатов. Прави дебюта си срещу Астън Вила, и вкарва първия си гол на 24 септември в мач за ФА Къп срещу Нюкасъл Юнайтед. Отбелязва гол и на Манчестър Юнайтед при загубата с 2 – 1, отново в мач за ФА Къп. В сезон 2009/10 Хари Реднап не му гласува особено доверие. На 21 февруари 2010 влиза като резерва срещу Уигън и вкарва 2 гола. 3 дни по-късно играе цял мач срещу Болтън за ФА Къп, където отново се разписва 2 пъти.
На 28 февруари отбелязва и на Евертън. На 17 август в шампионската лига отбелязва на Йънг Бойс. Роман е резерва на Питър Крауч, но след слабите игри на англичанина успява да си извоюва титулярното място и вкарва 10 гола в Премиършип. През 2011/12 почти не играе, записвайки само 3 мача и 1 гол в лигата. Успява да отбележи попадение на Рубин Казан в Лига Европа.
На 31 януари 2012, в последните часове на трансферния прозорец, Павлюченко подписва с Локомотив. Първия си гол с екипа на Локо вкарва срещу ЦСКА Москва. През април 2012 изпуска дузпа срещу Зенит, а на 14 април се разписва срещу Кубан. В Локомотив Павлюченко трудно се налага и е резерва на Даме Н'Дойе и Фелипе Кайседо. При треньора Славен Билич Роман рядко получава шанс за игра. След края на сезон 2014/15 Павлюченко разтрогва с Локомотив и преминава в Кубан със свободен трансфер.
През лятото на 2017 г. преминава в Арарат (Москва).

## Национален отбор
Роман Павлюченко дебютира за националния отбор на Русия през 2003 година. До 2007 той рядко е викан заради голямото наличие на нападатели в състава. След спадът във формата на Дмитрий Буликин и Дмитрий Кириченко, Роман си проправя път в състава. На 17 октомври 2007 влиза на мястото на Александър Кержаков в домакинската среща с Англия. Роман вкарва две попадения, с които „сборная“ побеждава с 2:1. Това убеждава Гуус Хидинк да пренебрегне футболистът на Севиля и да повика Павлюченко на негово място за Евро 2008. Роман става голмайстор на отбора в турнира с 3 гола. Вкарва 5 гола в квалификациите за Мондиал 2010, но Русия отпада на баража. На 4 юни вкарва хеттрик на Армения и става втори голмайстор в историята на Русия. На 11 октомври вкарва гол на Андора, който е негов двадесети за националния отбор. След края на Евро 2012 се отказва от националния отбор.

## Успехи

### Клубни
- Спартак Москва
- Купа на Русия – 2003
- Голмайстор на Руската Премиър Лига – 2006 и 2007.
- Тотнъм
- Карлинг Къп – Финал – 2009
- Локомотив Москва
- Купа на Русия – 2014/15

### Индивидуални
- Голмайстор на Руска Премиер лига – 2006, 2007
- Голмайстор на Купата на Лигата – 2008/09
- Най-резултатният руски футболист на европейски първенства (4 гола)
- В списък „33 най-добри“ – № 1 (2006); № 2 (2007)

## Личен живот
Роман е женен за жена си Лариса, с която се познава от 6-и клас. Имат малка дъщеря, която се казва Кристина. Баджанак е с нападателя на КАМАЗ Сергей Сердюков.
Играчът е член на Единна Русия и между 2008 и 2012 г. е депутат от Ставрополски край.